# Route départementale 772 (Puy-de-Dôme)
Pour les articles homonymes, voir Route départementale 772.
La route départementale 772, ou RD 772, est une route départementale du département du Puy-de-Dôme traversant l’agglomération clermontoise et reliant Gerzat au Cendre.
La RD 772 est classée route à grande circulation sur l’ensemble de son parcours entre les RD 2 à Gerzat et 54 à Clermont-Ferrand et les RD 54d à Clermont-Ferrand et 8 au Cendre.

## Tracé et rues desservies
- Gerzat (rond-point des Charmes)
- Travaux aménagés par Clermont Communauté pour la réalisation d’un giratoire, vers 2008
- RD 772a (vers Aulnat et l’aéroport) (km 2)

Tronc commun avec la RD 769
- Rue Élisée-Reclus
- Échangeur A71 (n° 16)
- Clermont-Ferrand
  - Chemin de Beaulieu + radar automatique (90 km/h)[2]
- Cournon-d'Auvergne (elle traverse la zone industrielle)
  - Avenue d’Aubière
  - Route du Cendre[3]
- Le Cendre
  - Route de Clermont
  - Rue des Hortensias

### Antenne
- La RD 772a est une courte liaison entre la RD 772 et Aulnat. On peut rejoindre l’aéroport.

## Trafic
| 2001/2002 | 2004   | 2005   | 2006   |
| --------- | ------ | ------ | ------ |
| 15 196    | 14 998 | 19 951 | 19 951 |

## Sites remarquables
- Sommet du Puy de Dôme (premiers kilomètres)
- Site de Clermont-Ferrand

## Lieux sensibles
- Intersection des rues Élisée-Reclus et Louis-Blériot (D 769).

## Travaux
Il est prévu d’aménager un carrefour giratoire au niveau de l’échangeur entre l’A71, sortie 16 et la RD 772.